# Жозув
Жозув (пол. Rzozów) — село в Польщі, у гміні Скавіна Краківського повіту Малопольського воєводства.
Населення — 1654 особи (2011).
У 1975-1998 роках село належало до Краківського воєводства.

## Демографія
Демографічна структура станом на 31 березня 2011 року:
|          | Загалом | Допрацездатний вік | Працездатний вік | Постпрацездатний вік |
| -------- | ------- | ------------------ | ---------------- | -------------------- |
| Чоловіки | 822     | 197                | 559              | 66                   |
| Жінки    | 832     | 151                | 520              | 161                  |
| Разом    | 1654    | 348                | 1079             | 227                  |